# Membraniporella alice
Membraniporella alice är en mossdjursart som beskrevs av Jullien 1903. Membraniporella alice ingår i släktet Membraniporella och familjen Cribrilinidae. Inga underarter finns listade i Catalogue of Life.